# Styrax pauciflorum
Styrax pauciflorum är en storaxväxtart som beskrevs av A. Dc. Styrax pauciflorum ingår i släktet Styrax och familjen storaxväxter. Inga underarter finns listade i Catalogue of Life.